# Noureddine Aba
Noureddine Aba (Sétif, 1921 - 1996, Paris) foi um escritor, poeta e jornalista argelino. Seus livros e poesias interagiam frequentemente com temas político da contemporaneidade - como a Revolução Argelina, o domínio colonial francês, a violência contra os palestinos e os julgamentos de Nuremberg. Em suas histórias curtas, por outro lado, costumava exploravar referência da literatura árabe.

## Obras
- Gazelle après minuit, 1979, Editions de Minuit
- Gazelle au petit matin, 1983, Editions de Minuit
- Le dernier jour d'un nazi, 1982, Stock
- Le Jour ou le Conteur Arrive, 2004, Avant Scene

## Bilbiografia
- Gikandi, Simon, ed. (2003). Encyclopedia of African literature [Enciclopédia da literatura Africana]. [S.l.]: Routledge